# Libice nad Cidlinou
Libice nad Cidlinou (în germană Libitz an der Cidlina) este o comună și un sat din districtul Nymburk din regiunea Boemia Centrală a Cehiei. Are o populație de aproximativ 1.300 de locuitori. Este una dintre cele mai vechi așezări din Boemia.

## Geografie
Libice nad Cidlinou se află la aproximativ 12 kilometri (7 mi) sud-est de Nymburk și la 44 kilometri (27 mi) est de capitala Praga. Se găsește în câmpia joasă a Podișului Elbei Centrale, în regiunea Polabí⁠(d). 
Satul se află pe malul drept al râului Cidlina⁠(d), în apropierea confluenței acestuia cu Elba.

## Istorie
Potrivit descoperirilor de obiecte din ceramică, o așezare slavă a fost fondată aici în secolul al VI-lea. Libice a devenit gordul familiei Slavník în secolul al IX-lea.
Prima mențiune scrisă a lui Libice datează din anul 981 și se referă la o mențiune din Chronica Boemorum⁠(d).
În 995, Libice a fost luat cu asalt de ducele Boleslau al II-lea al Boemiei (din dinastia Přemyslid) și de clanul Vršovci⁠(d), care au ucis cea mai mare parte a familiei Slavník și au anexat Libice la Praga. Adalbert de Praga și fratele său, arhiepiscopul Radim Gaudentius⁠(d), au supraviețuit refugiindu-se în ținutul polonilor⁠(d) sub domnia lui Boleslau al II-lea.
În secolul al XI-lea, orașul a supraviețuit și a continuat să fie un important centru administrativ al Boemiei. În 1108, Božej din familia Vršovci locuia aici ca un Castelan⁠(d).
În 1130, Libice a fost distrus de un incendiu puternic. Satul a fost refăcut, dar gordul a dispărut, iar pietrele sale au fost folosite ca materiale de construcții pentru săteni. Conform actelor din 1228 și 1233, satul se afla în aceea perioadă în proprietatea Mănăstirii Sfântul Gheorghe din Praga. În 1336, mănăstirea a vândut Libice lui Ješek din Všechlapy⁠(d).

## Transporturi
Autostrada D11 (în cehă Dálnice D11) de la Praga la Hradec Králové trece prin comună.

## Obiective turistice

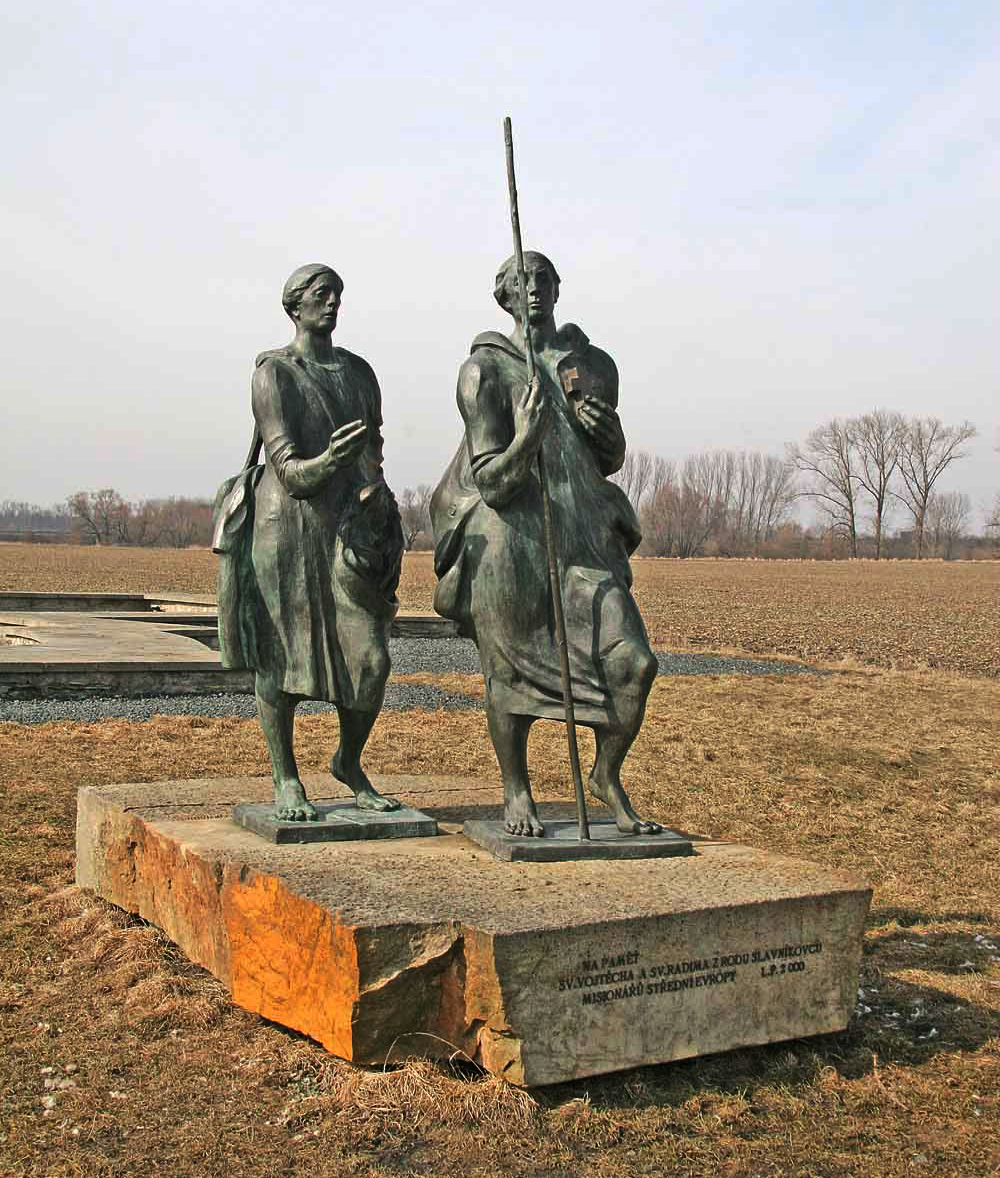
Statuia Sf. Adalbert și.

În marginea de vest a satului se află zona Slavník gord, cu machete ale fundațiilor bisericii ottoniene din secolul al X-lea și ale palatului din secolul al XI-lea. O statuie din bronz a Sfântului Adalbert de Praga și a fratelui său Radim Gaudentius se află în fața fundației bisericii. În 1961, zona a fost declarată rezervație arheologică. Din 1989, acropola gordului a fost declarată monument cultural național.
Alte obiective turistice din Libice includ Biserica „Sfântul Adalbert” și Biserica Evanghelică. Biserica „Sfântul Adalbert” a fost construită din secolul al XIV-lea, dar a fost reconstruită sub forma sa actuală în 1836.

## Persoane notabile
- Adalbert de Praga ( c. 956 – 997), episcop, misionar și martir